# LDPlayer
LDPlayer — бесплатный эмулятор для запуска Android-приложений на компьютере под управлением ОС Windows. Поддерживает все приложения Google Play, и взаимодействует с большим количеством разработчиков напрямую. Основан на Virtualbox в режиме headless.

## Возможности
- Запуск Android-приложений на ПК без использования телефона.
- Синхронизация приложений телефона с ПК.
- Наличие предустановленных приложений.
- Поддержка Android Debug Bridge.
- Запуск андроид-игр на PC с возможностью настройки управления.
- Поддержка 3D-игр.
- Может работать с магазинами Google Play, AMD AppZone, Amazon Appstore, AppGallery.
- Многоязычный интерфейс.
- Легкая установка программ и приложений.
- Встроенный каталог приложений.
- Официальная поддержка разработчиков.
- Работа в режиме изоляции ядра.
- Не требуются права администратора

## Недостатки
- Закрытый исходный код.
- Относительно высокие системные требования.
- Необходимость в поддержке виртуализации для повышения производительности[7].